# Colline de Križevac
La colline de Križevac est située en Bosnie-Herzégovine, sur le territoire du village de Međugorje et dans la municipalité de Čitluk. Elle s'élève à une hauteur d'environ 500 m et abrite un chemin de croix qui attire de nombreux pèlerins. Le site, surmonté d'une croix construite en 1933 et 1934, est inscrit sur la liste provisoire des monuments nationaux Bosnie-Herzégovine.

## Localisation

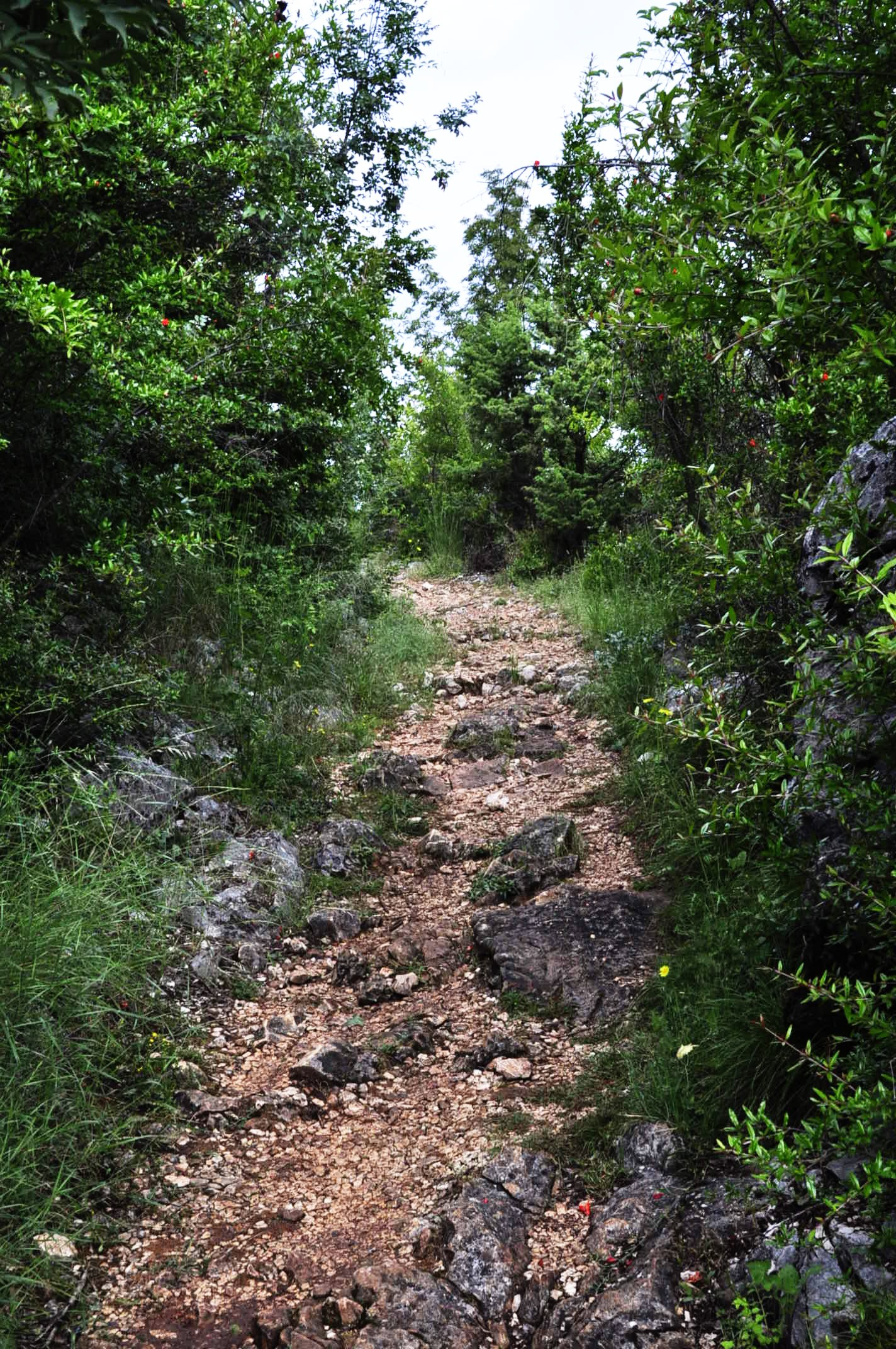
Chemin menant au sommet de la colline

## Chemin de croix

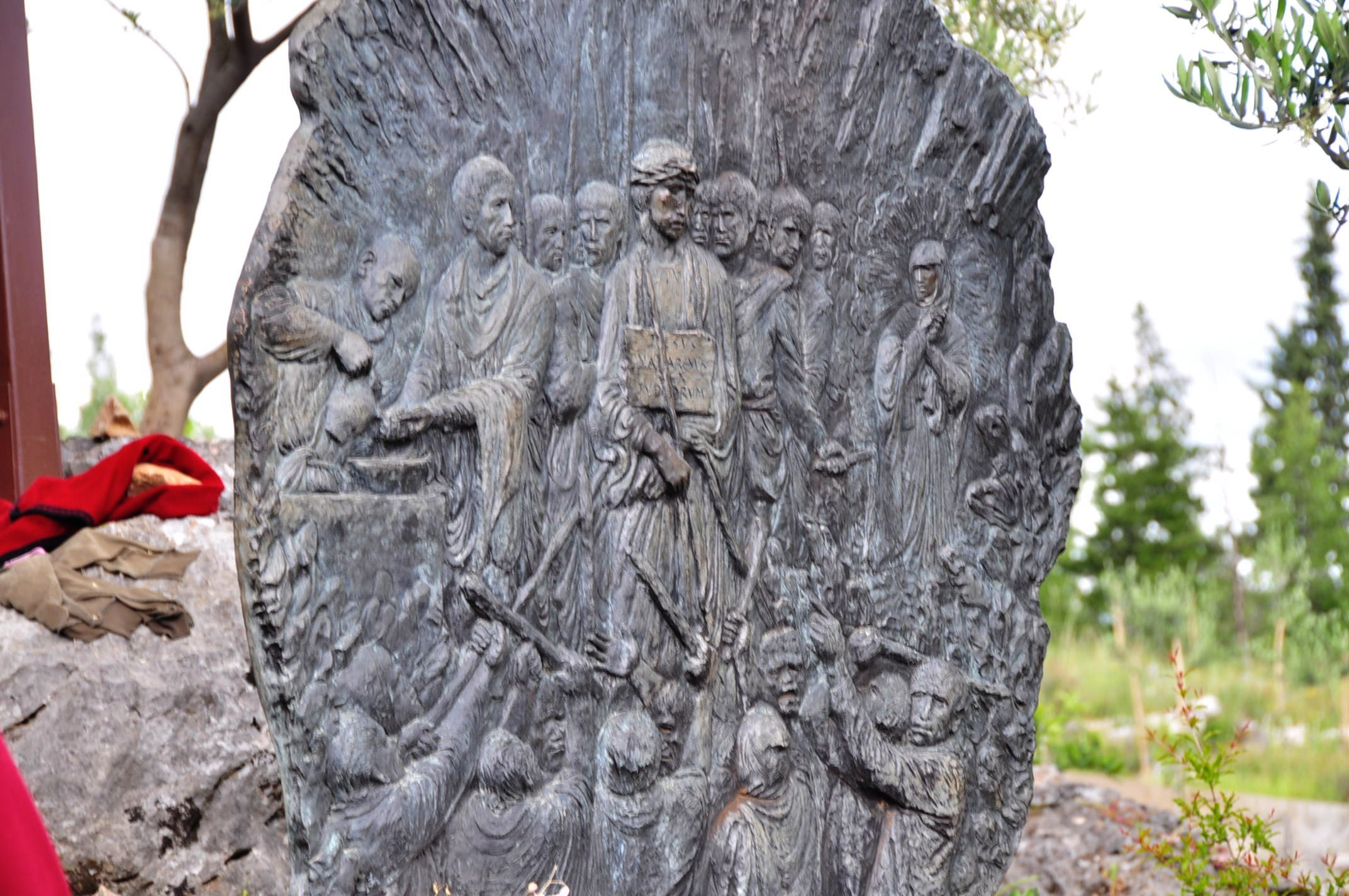
Une étape sur le chemin de croix